# Teatr Wyższego Seminarium Duchownego Księży Pallotynów w Ołtarzewie

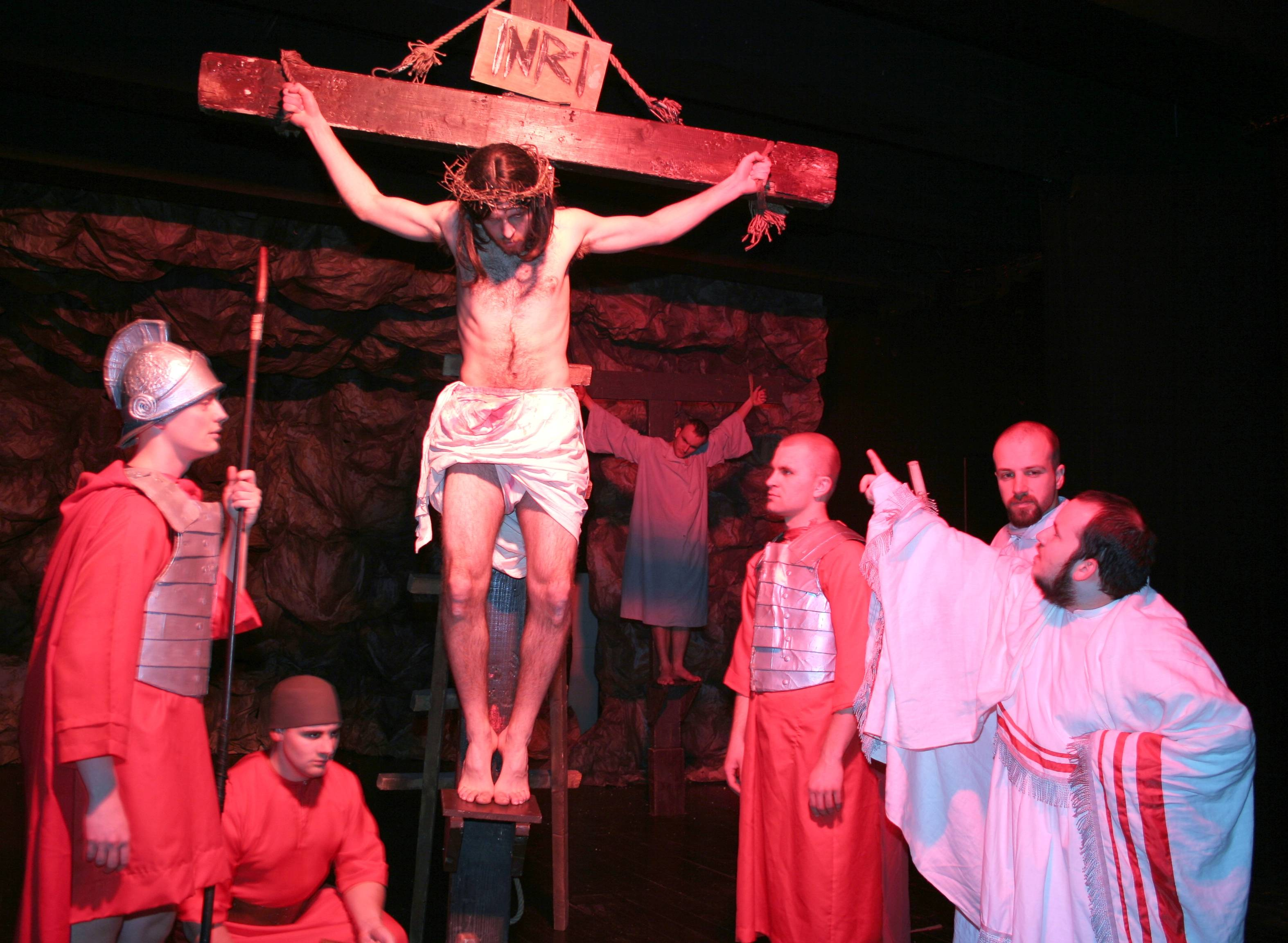
Ołtarzewskie Misterium Męki Pańskiej z roku 2006

Teatr Wyższego Seminarium Duchownego Księży Pallotynów w Ołtarzewie – amatorski teatr alumnów pallotyńskich formujących się w Wyższym Seminarium Duchownym Stowarzyszenia Apostolstwa Katolickiego (SAC) w Ołtarzewie. 
Działalność teatralną rozpoczęto w 1956, a 6 stycznia 1957 alumni odegrali przedstawienie jasełkowe dla członków domu. Od 1965, z nielicznymi przerwami, w okresie wielkiego postu, w seminaryjnej sali teatralnej prezentowane są – przygotowane w całości przez kleryków – Misteria Męki Pańskiej. Było ich ponad 30. Na początku lat 70. XX wieku rozpoczęto realizowanie projektu „Sztuki Jesienne”, wystawiane w okresie Adwentu, a przeznaczone szczególnie dla młodzieży. Latem 1988 z muzycznym przedstawieniem pt. „Paweł z Tarsu” – klerycy wyjechali do Francji i Niemiec. W kolejnych latach alumni zaprezentowali m.in. takie dramaty jak: „Barabasz”, „Jonasz” czy „Łazarz”. W roku 2000 wystawili sztukę muzyczną pt. „Za pięć godzin zobaczę Jezusa...” – adaptację dziennika duchowego Jacques’a Fescha, francuskiego więźnia, który – skazany na karę śmierci za nieumyślne zabójstwo – przeżył w więzieniu nawrócenie.
W czterdziestą rocznicę powstania seminaryjnego teatru, zorganizowano w Ołtarzewie – od 9 listopada do 14 grudnia 1997 roku – Przegląd Teatrów Chrześcijańskich.
Rok 2017 był świętowaniem 60-lecia pallotyńskiego teatru w Ołtarzewie. Pod koniec 2017 roku została oddana do użytku odnowiona scena teatralno-kinowo-konferencyjna.